# Dendrochilum hastilobum
Dendrochilum hastilobum är en orkidéart som beskrevs av Jeffrey James Wood. Dendrochilum hastilobum ingår i släktet Dendrochilum och familjen orkidéer. Inga underarter finns listade i Catalogue of Life.